# موراي جولد
موراي جولد (بالإنجليزية: Murray Gold)‏ هو ملحن بريطاني، ولد في 28 فبراير 1969 في بورتسموث في المملكة المتحدة.

## وصلات خارجية
- موراي جولد على موقع IMDb (الإنجليزية)
- موراي جولد على موقع ميوزك برينز (الإنجليزية)
- موراي جولد على موقع أول موفي (الإنجليزية)
- موراي جولد على موقع أول ميوزيك (الإنجليزية)
- موراي جولد على موقع ديسكوغز (الإنجليزية)
- موراي جولد على موقع قاعدة بيانات الفيلم (الإنجليزية)